# Angraecum dollii
Angraecum dollii är en orkidéart som beskrevs av Karlheinz Senghas. Angraecum dollii ingår i släktet Angraecum och familjen orkidéer. Inga underarter finns listade i Catalogue of Life.